# Bárdi Autó Zrt.
A Bárdi Autó Zrt., Magyarország egyik legjelentősebb autóalkatrész-kereskedelmi vállalata több mint egy évszázada az autóalkatrész-piac aktív szereplője. A Bárdi család által irányított részvénytársaság a Figyelő Top 200-as listáján a feltörekvő cégek kategóriában, árbevétel alapján az 1. helyezést érte el. A vállalat 2012-ben elnyerte a Magyar Brands elismerést.

## Története
A Bárdi család tagjai generációkról generációkra vitték, és a mai napig viszik tovább a Bárdi József alapította cég hagyományait. 1895-ben Budapesten, az akkori Gyár utcában indult a vállalkozás története egy gumiáru, varrógépalkatrész és kocsilámpa üzlet megnyitásával. 1905-ben Bárdi József kiadta első alkatrész-katalógusát, melyre a Monarchiában ezelőtt senki nem vállalkozott. 1907-ben a dinamikusan fejlődő vállalkozás részvénytársasággá alakult Bárdi József Automobil Rt. néven. A fejlődésnek még a két világháború és a gazdasági válság sem tudott teljes mértékben gátat szabni, sőt az 1948-ban bekövetkezett államosítás is megerősítette a család hitét az üzlet folytatásában. Id. Bárdi István még a rendszerváltás előtt felkészítette két fiát, hogy amikor eljön az idő, a vállalat újraszervezésével ismét elfoglalhassák helyüket a magyar autóalkatrész kereskedelemben. A 20. század utolsó évtizede robbanásszerű fejlődést hozott, 1994-ben megnyílt az Orczy úti központ a volt Ganz mozdonygyár területén, majd 1997-ben bejegyezték a Bárdi Autó Rt.-t. Számos budapesti és vidéki kirendeltség nyílt az ország egész területén, 2000-ben megalakultak a Bárdi Autó szlovák és román leányvállalatai is, melyek mostanra már 57 kirendeltséget üzemeltetnek a szomszédos országokban.

## Napjainkban
Jelenleg 3 országban, 172 saját tulajdonban lévő Bárdi Autó kirendeltség működik, közel 800 beszállító több mint 6 000 000 készleten tartott termékét kínálva a vásárlóknak.